# Ossip Bernstein
Pour les articles homonymes, voir Bernstein.
Ossip Samoïlovitch Bernstein (en russe : Осип Самойлович Бернштейн), né le 20 septembre 1882 à Jytomyr (Ukraine) et mort le 30 novembre 1962 à Saint-Arroman, dans les Pyrénées françaises, est un grand maître international d’échecs et avocat financier russe puis français.

## Biographie
Né au temps de la Russie impériale dans une famille juive, Ossip Bernstein grandit dans le climat anti-juif de la Russie pré-révolutionnaire. Docteur en droit de l'université de Heidelberg en 1906, il devient avocat spécialisé en questions financières.
Bernstein est un homme d'affaires brillant qui acquiert une fortune considérable qu'il perd à trois reprises : une première fois lors de la Révolution d'Octobre, une deuxième fois au moment de la Grande Dépression et une troisième fois lorsque la France où il se réfugié est envahie par l'Allemagne nazie en 1940. À cette époque, il doit s'enfuir en Espagne à cause de ses origines juives.
Après la Première Guerre mondiale, la Révolution d'Octobre et la guerre civile russe, il est arrêté à Odessa par la Tchéka (police secrète) et doit être fusillé parce qu'il est conseiller des banquiers. Face au peloton d'exécution, un officier supérieur demanda à voir la liste des condamnés. En voyant le nom d'Ossip Bernstein, il lui demanda s'il est le fameux joueur d'échecs. Pas satisfait de la réponse affirmative de Bernstein, il l'oblige à jouer une partie d'échecs contre lui. Si Bernstein perd ou fait partie nulle, il serait fusillé. Bernstein gagne en peu de coups et est libéré. Il s'enfuit à bord d'un bateau anglais et s'établit à Paris.
Bernstein meurt dans un sanatorium des Pyrénées françaises en 1962.
« Bernstein » signifie ambre en allemand.

## Carrière échiquéenne
321 parties de Bernstein sont reprises dans la base de données Simbase[réf. nécessaire], il gagna 131 parties, en perdit 88 et en annula 102, soit 56 % de gains. Ossip Bernstein avait une prédilection pour la partie espagnole.

### Avant la Première Guerre mondiale

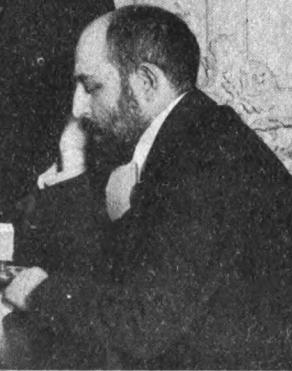
Ossip Bernstein en 1909.

Au cours de sa longue carrière échiquéenne (de 1902 à 1954), Bernstein eut l’occasion de se mesurer en tournoi à de nombreux grands noms du noble jeu.
- Juin 1902 : vainqueur à Berlin.
- Juillet-août 1902 : seconde place, derrière Walter John, à Hanovre (13e congrès de la fédération allemande d’échecs, catégorie Maîtres A).
- 1902-1903 : vainqueur à Berlin.
- Septembre 1903 : deuxième, derrière Mikhaïl Tchigorine, au Championnat de Russie à Kiev.
- 1903-1904 : deuxième ex æquo avec Rudolf Spielmann, derrière Horatio Caro, à Berlin.
- Juillet-août 1904 :  quatrième ex æquo à Coburg (14e congrès de la fédération allemande d’échecs).
- Août 1905 : 4e ex æquo au tournoi de Barmen (Maîtres A).
- 1906 :  vainqueur du tournoi de Stockholm (ex æquo avec Carl Schlechter) et 4e ex æquo du tournoi d’Ostende.
- 1907 : vainqueur du tournoi d’Ostende (ex æquo avec Akiba Rubinstein).
- 1909 : cinquième à Saint-Pétersbourg.
- 1911 : vainqueur du championnat de Moscou.
- 1912 : deuxième, derrière Rubinstein, à Vilnius (Championnat de toutes les Russies)
- Janvier 1914 : match exhibition contre José Raúl Capablanca à Moscou (+0 –1 =1).

### Après la Première Guerre mondiale
- 1922 : mini-match contre Alexandre Alekhine à Paris (+0 –1 =1).
- 1930 : deuxième place, derrière Hans Johner, à Le Pont.
- Juillet 1932 : 5e-6e avec Efim Bogoljubov à Berne.
- 1933 : match d’entrainement contre le Champion du monde en titre Alexandre Alekhine à Paris (+1 –1 =2).
- 1934 : sixième place à égalité avec  Aaron Nimzowitsch au tournoi de Zurich remporté par Alekhine.

### Après la Seconde Guerre mondiale

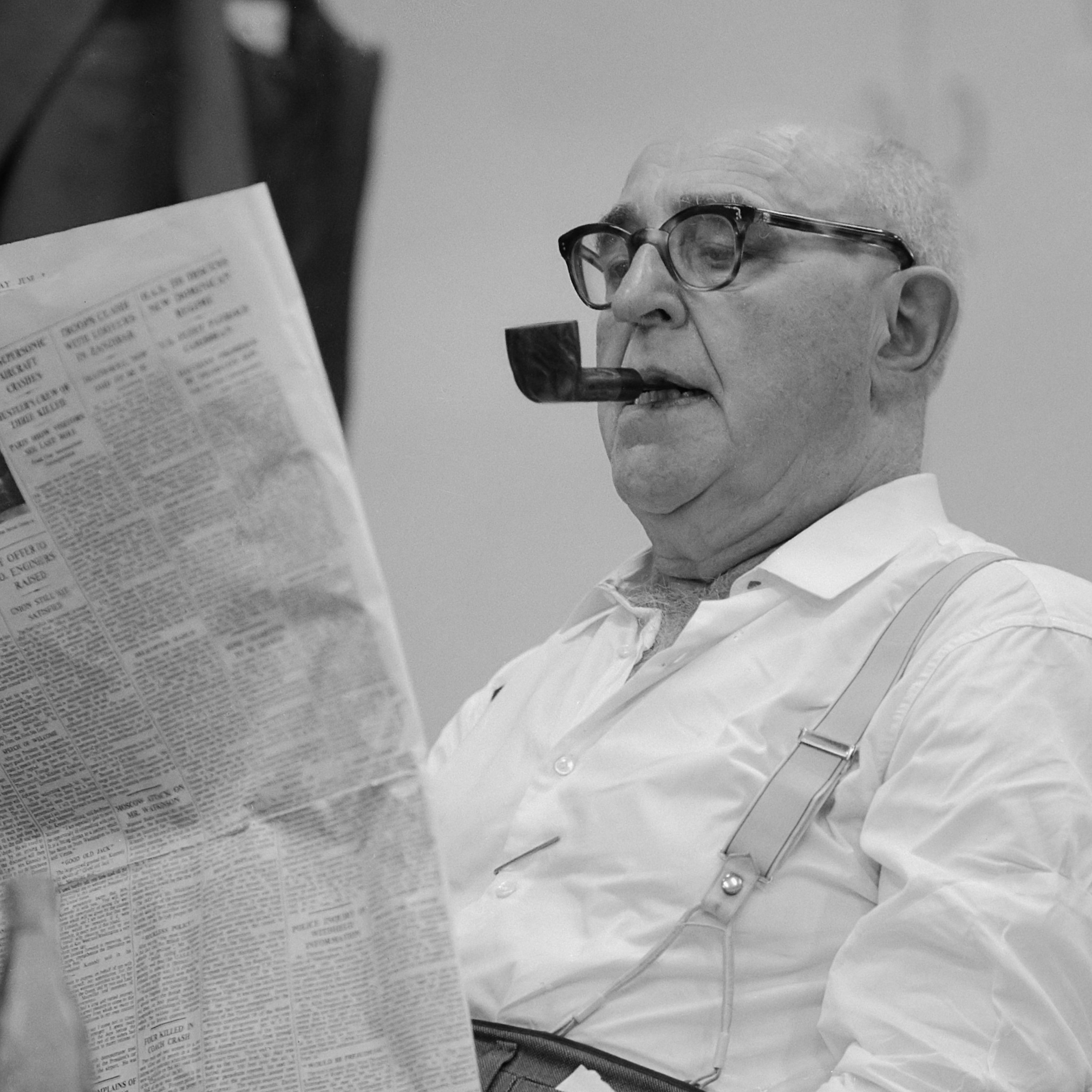
Ossip Bernstein en 1961.

- 1946 : deuxième place, derrière Herman Steiner, à Londres. En juin 1946, il remporta la partie contre Lajos Steiner dans le match Australie - France en Australie.
- Décembre 1948 :  dans le match par câble New York - Paris, il annula contre Reuben Fine.
- Avril 1954 : défaite dans les deux parties contre David Bronstein dans le match France -  Union soviétique disputé à Paris. Il termina encore ex æquo avec Miguel Najdorf, derrière René Letelier, à Montevideo à l’âge de 72 ans.

Bernstein joua encore pour la France au premier échiquier aux Olympiades d’Amsterdam en 1954 (+5 –5 =5). Il faisait encore partie de l’équipe de France engagée aux 12e Olympiades à Moscou 1956, mais il ne joua pas pour cause de maladie.
Lorsque la Fédération internationale des échecs introduisit les titres officiels en 1950, Bernstein obtint le titre de grand maître international. Il réalisa d'excellentes prestations face à des joueurs tels que le deuxième champion du monde Emanuel Lasker (+2 –2 =1), Akiba Rubinstein (+1 –1 =7), Aaron Nimzowitsch (+1 –2 =4), Mikhaïl Tchigorine (+2 –1 =0) et Salo Flohr (+0 –0 =3). Il n'en fut pas de même face aux troisième et quatrième champions du monde José Raúl Capablanca (+0 -3 =1) et Alexandre Alekhine (+1 –8 =5).

## Style de jeu
Xavier Tartakover, qui a publié une biographie de Bernstein en 1930, le décrit comme un « tacticien par excellence ».

## Parties d’échecs mémorables
- Ossip Bernstein - Jacques Mieses, Cobourg 1904, Sicilienne, Taimanov, B45, 1-0
- Ossip Bernstein - Emanuel Lasker, Saint Pétersbourg 1914, Ruy Lopez, C66, 1-0
- Savielly Tartakower - Ossip Bernstein, Paris 1937, Défense Philidor, C41, 0-1
- Ossip Bernstein - Miguel Najdorf, Montevideo 1954, Indienne ancienne, ligne principale, A55, 1-0 Prix de la meilleure partie.